# Drones dragamine russi
Le marine sovietica e russa hanno avuto in servizio diverse classi di drone dragamine. Alcune erano state appositamente progettate, altre erano il risultato di conversioni operate su piccole unità già in servizio.

## Classi entrate in servizio
Le classi sono elencate in ordine alfabetico, e non per numero di progetto. La lista potrebbe non essere completa.

### Andryusha
La classe Andryusha (Progetto 1256 Topaz secondo la classificazione russa) era un gruppo di dragamine da circa 320 tonnellate di dislocamento costruiti per la marina sovietica negli anni settanta. Alcuni esemplari sono stati convertiti in drone dragamine. Comunque, risultavano tutti radiati nell'ottobre 2001.

### K-8
La classe K-8 (Progetto 361 secondo la classificazione russa) era un numeroso gruppo di dragamine entrati in servizio per la marina sovietica nei primi anni cinquanta. Caratterizzati da un dislocamento di 26 tonnellate, avevano delle capacità nautiche piuttosto limitate. Ne fu realizzata una versione "drone", chiamata progetto 361T. Tali mezzi ebbero comunque un utilizzo piuttosto limitato. Sono stati tutti ritirati dal servizio.

### Ilyusha
La classe Ilyusha (Progetto 1376 secondo la classificazione russa) furono costruiti oltre 10 unità, ed entrarono in servizio a partire dal 1970. Caratterizzati da un dislocamento di 80 tonnellate (85 a pieno carico), avevano lo scafo lungo 26,2 metri, largo 5,8 ed alto 1,5. La propulsione era assicurata da un motore diesel da 450 bhp, che garantiva una velocità massima di 12 nodi. Il radar era uno Spin Trough da ricerca. Si trattava di mezzi che potevano essere controllati via radio, ma che per i brevi tratti potevano essere condotti anche da un equipaggio umano (una decina di elementi). Nell'ottobre 2001 non risultavano più esemplari operativi.

### Tanya
La classe Tanya (Progetto 1300 Prorbivatel secondo la classificazione russa) era composta da almeno sei unità, entrate in servizio a partire dal 1987. Quattro esemplari risultano ancora operativi.

### Tolya
La classe Tolya (Progetto 696 secondo la classificazione russa) era composta da tre o quattro unità, entrate in servizio a partire dal 1990. In dettaglio, il primo esemplare raggiunse la piena operatività nel 1992, mentre altri due furono commissionati nel 1993. Questi mezzi prestano tutti servizio nella Flotta del Baltico. Nel 2001 risultava in servizio un solo esemplare, e nel 2008 probabilmente non sono più operativi. Comunque, pare che siano mantenuti in condizioni di efficienza, pronti ad essere riattivati se necessario.

### TR-40
La classe TR-40 (Progetto 151 secondo la classificazione russa) erano un gruppo di dragamine entrati in servizio alla fine degli anni 50. Con il passare degli anni, diversi esemplari furono convertiti in drone. Tutti gli esemplari risultavano comunque radiati nel 1995.